# Центральний дивізіон НБА
Центральний дивізіон (англ. Central Division) - один з трьох дивізіонів Східної конференції Національної баскетбольної асоціації. Поточний склад дивізіону сформувався перед початком сезону 2004-05. До цього до складу дивізіону, окрім тих, що зараз входять, входили команди «Торонто Репторз», «Атланта Гокс» і «Нью-Орлінс Горнетс».

## Склад дивізіону

### 1949-50
- Чикаго Стаґз
- Форт Уейн Золлнер Пістонс
- Міннеаполіс Лейкерс
- Рочестер Ройалс
- Сент-Луїс Бомберс

Всі п'ять команд були переведені з Західного дивізіону. Перед початком сезону 1950-51 клуб «Чикаго Стагз» збанкрутував, а інші чотири команди дивізіону перейшли назад в Західний дивізіон, в результаті чого Центральний дивізіон перестав існувати до сезону 1970-71. Клуб «Форт Уейн Золлнер Пістонс» був перейменований в «Форт Уейн Пістонс».

### 1970-72
- Атланта Гокс
- Балтимор Буллетс
- Цинциннаті Ройалс
- Клівленд Кавальєрс

Центральний дивізіон був відновлений як один з дивізіонів Східної конференції. Атланта перейшла із Західного дивізіону, Балтимор і Цинциннаті з Східного дивізіону, а «Клівленд Кавальєрс» була заснована.

### 1972-73
- Атланта Гокс
- Балтимор Буллетс
- Клівленд Кавальєрс
- Х'юстон Рокетс

Цинциннаті переїхала в Середньо-Західний дивізіон і стала називатися Канзас-Сіті-Омаха Кінґз, Х'юстон перейшов з Тихоокеанського дивізіону.

### 1973-74
- Атланта Гокс
- Кепітал Буллетс
- Клівленд Кавальєрс
- Х'юстон Рокетс

Балтимор переїхав до Лендовер, Меріленд і став називатися «Кепітал Буллетс».

### 1974-76
- Атланта Гокс
- Клівленд Кавальєрс
- Х'юстон Рокетс
- Нью-Орлеан Джаз
- Вашингтон Буллетс

Клуб «Кепітал Буллетс» був перейменований в «Вашингтон Буллетс». «Нью-Орлеан Джаз» - заснований.

### 1976-78
- Атланта Гокс
- Клівленд Кавальєрс
- Х'юстон Рокетс
- Нью-Орлеан Джаз
- Сан-Антоніо Сперс
- Вашингтон Буллетс

Клуб Сан-Антоніо перейшов з розформованої Американської баскетбольної асоціації.

### 1978-79
- Атланта Гокс
- Клівленд Кавальєрс
- Детройт Пістонс
- Х'юстон Рокетс
- Нью-Орлеан Джаз
- Сан-Антоніо Сперс

Детройт зі Середньо-Західного дивізіону, Вашингтон перейшов в Атлантичний дивізіон.

### 1979-80
- Атланта Гокс
- Клівленд Кавальєрс
- Детройт Пістонс
- Х'юстон Рокетс
- Індіана Пейсерз
- Сан-Антоніо Сперс

Індіана перейшла з Середньо-Західного дивізіону, Нью-Орлеан переїхав до Солт-Лейк-Сіті і став називатися «Юта Джаз».

### 1980-89
- Атланта Гокс
- Чикаго Буллз
- Клівленд Кавальєрс
- Детройт Пістонс
- Індіана Пейсерз
- Мілвокі Бакс

Чикаго і Мілвокі перейшли з Середньо-Західного дивізіону, а Х'юстон і Сан-Антоніо перейшли в Середньо-Західний дивізіон.

### 1989-90
- Атланта Гокс
- Чикаго Буллз
- Клівленд Кавальєрс
- Детройт Пістонс
- Індіана Пейсерз
- Мілвокі Бакс
- Орландо Меджик

Був заснований клуб «Орландо Меджик».

### 1990-95
- Атланта Гокс
- Шарлот Хорнетс
- Чикаго Буллз
- Клівленд Кавальєрс
- Детройт Пістонс
- Індіана Пейсерз
- Мілвокі Бакс

Орландо перейшов у Середньо-Західний дивізіон, а Шарлот перейшов зі Середньо-Західного дивізіону.

### 1995-2002
- Атланта Гокс
- Шарлот Хорнетс
- Чикаго Буллз
- Клівленд Кавальєрс
- Детройт Пістонс
- Індіана Пейсерз
- Мілвокі Бакс
- Торонто Репторз

Заснований клуб «Торонто Репторз».

### 2002-2004
- Атланта Гокс
- Чикаго Буллз
- Клівленд Кавальєрс
- Детройт Пістонс
- Індіана Пейсерз
- Мілвокі Бакс
- Нью-Орлінс Горнетс
- Торонто Репторз

Шарлот переїхав в Новий Орлеан.

### 2004-тепершній час
- Чикаго Буллз
- Клівленд Кавальєрс
- Детройт Пістонс
- Індіана Пейсерз
- Мілвокі Бакс

Атланта перейшла в Південно-Східний дивізіон, Нью-Орлеан у Південно-Західний дивізіон, а Торонто в Атлантичний дивізіон.

## Переможці дивізіону
| - 1950: Міннеаполіс Лейкерс - 1971: Балтимор Буллетс - 1972: Балтимор Буллетс - 1973: Балтимор Буллетс - 1974: Кепітал Буллетс - 1975: Вашингтон Буллетс - 1976: Клівленд Кавальєрс - 1977: Х'юстон Рокетс - 1978: Сан-Антоніо Сперс - 1979: Сан-Антоніо Сперс - 1980: Атланта Гокс - 1981: Мілвокі Бакс | - 1982: Мілвокі Бакс - 1983: Мілвокі Бакс - 1984: Мілвокі Бакс - 1985: Мілвокі Бакс - 1986: Мілвокі Бакс - 1987: Атланта Гокс - 1988: Детройт Пістонс - 1989: Детройт Пістонс - 1990: Детройт Пістонс - 1991: Чикаго Буллз - 1992: Чикаго Буллз - 1993: Чикаго Буллз | - 1994: Атланта Гокс - 1995: Індіана Пейсерз - 1996: Чикаго Буллз - 1997: Чикаго Буллз - 1998: Чикаго Буллз - 1999: Індіана Пейсерз - 2000: Індіана Пейсерз - 2001: Мілвокі Бакс - 2002: Детройт Пістонс - 2003: Детройт Пістонс - 2004: Індіана Пейсерз - 2005: Детройт Пістонс | - 2006: Детройт Пістонс - 2007: Детройт Пістонс - 2008: Детройт Пістонс - 2009: Клівленд Кавальєрс - 2010: Клівленд Кавальєрс - 2011: Чикаго Буллз - 2012: Чикаго Буллз - 2013: Індіана Пейсерз - 2014: Індіана Пейсерз - 2015: Клівленд Кавальєрс - 2016: Клівленд Кавальєрс - 2017: Клівленд Кавальєрс | - 2018: Клівленд Кавальєрс - 2019: Мілвокі Бакс - 2020: Мілвокі Бакс - 2021: Мілвокі Бакс |

## Лідери за кількістю перемог у дивізіоні
- 10 - Мілвокі Бакс (1981, 1982, 1983, 1984, 1985, 1986, 2001, 2019, 2020, 2021)
- 9 - Детройт Пістонс (1988, 1989, 1990, 2002, 2003, 2005, 2006, 2007, 2008)
- 8 - Чикаго Буллз (1991, 1992, 1993, 1996, 1997, 1998, 2011, 2012)
- 7 - Клівленд Кавальєрс (1976, 2009, 2010, 2015, 2016, 2017, 2018)
- 6 - Індіана Пейсерз (1995, 1999, 2000, 2004, 2013, 2014)
- 5 - Балтимор /Кепітал /Вашингтон Буллетс * (1971, 1972, 1973, 1974, 1975)
- 3 - Атланта Гокс * (1980, 1987, 1994)
- 2 - Сан-Антоніо Сперс * (1978, 1979)
- 1 - Х'юстон Рокетс * (1977)

(* Більше не входять до складу Центрального дивізіону)